# Friedrich Schwerd

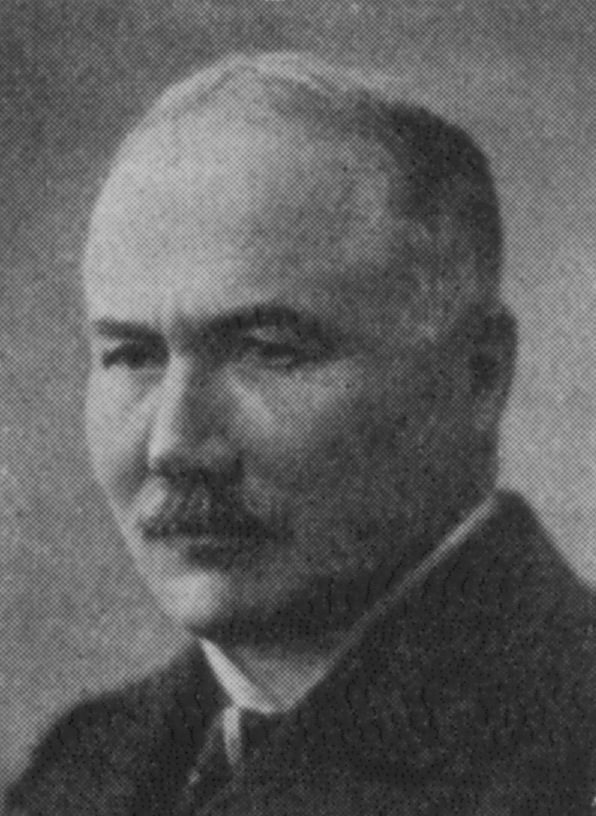
Friedrich Schwerd, um 1931

Friedrich Magnus Schwerd (* 13. Juni 1872 in Karlsruhe; † 3. August 1953 in München) war ein deutscher Maschinenbau-Ingenieur, Fertigungstechniker und Hochschullehrer an der TH Hannover. Er erfand 1915/16 den deutschen Stahlhelm im Ersten Weltkrieg. 

## Leben
Schwerd legte das Abitur in Karlsruhe ab und studierte in Lausanne und an der TH München bis zum Diplom-Ingenieur 1896. Er begann bei der Blohm+Voss-Werft in Hamburg, leitete die Versuchsstation der Gasmotorenfabrik Deutz AG in Köln und wurde darauf Abteilungsleiter in der Gussstahlfabrik Friedrich Krupp AG in Essen. Ab 1906 war er technischer Leiter der Schleifmaschinenfabrik Naxos-Union in Frankfurt/M. Ende 1910 übernahm er den Lehrstuhl für Werkzeugmaschinen und Fabrikorganisation an der TH Hannover, den er bis zur Emeritierung 1937 innehatte. Er begründete die zwischen Ingenieurwissenschaft und Betriebswirtschaft angesiedelte Betriebswissenschaft und Fertigungstechnik in Deutschland mit.
Im Ersten Weltkrieg diente er als Hauptmann in der Artillerie und wurde mit der Entwicklung eines Stahlhelms statt der bisher üblichen Pickelhaube beauftragt. Zusammen mit dem Chirurgen August Bier entwickelte er ein Modell, das neben dem Schädel auch Nacken, Augen und Schläfen schützen sollte.
1925 begann er eine besondere Vorlesung über Fertigung und weitete mit Mitteln von Staat und Industrie das hannoversche Versuchsfeld zum größten seiner Zeit aus. Berühmt wurde die von Schwerd mitentwickelte funkenoptische Versuchsanlage zur Untersuchung der Spanbildung in der Bewegung. Dies gelang durch Belichtungszeiten von 0,2 Millisekunden. Im November 1933 unterzeichnete Schwerd das Bekenntnis der deutschen Professoren zu Adolf Hitler. 1935 erhielt er von der Technischen Hochschule Breslau die Ehrendoktorwürde, 1952 wurde er anlässlich seines 80. Geburtstages Ehrenbürger der TH Hannover.
Friedrich Schwerd war Mitglied des Vereins Deutscher Ingenieure (VDI) und des Hannoverschen Bezirksvereins des VDI. Er ist der Enkel des Geodäten Friedrich Magnus Schwerd und der Großvater des Professors für Rechtsmedizin Wolfgang Schwerd.

## Schriften
- Spanende Werkzeugmaschinen: Grundlagen und Konstruktionen. Ein Lehrbuch. Springer, Berlin u. a. 1956, ISBN 978-3-642-49058-3.